# Debuya
『debuya』（でぶや）は、2000年10月6日から2003年9月27日までテレビ東京系列で毎週金曜日の深夜に放送されていたバラエティ番組である。『元祖!でぶや』の前身となった番組である。

## 番組概要
肥っていることにネガティブな印象を持たれる現代社会の価値観に疑問を呈し、新たに「肥っていることは良い事だ」という価値観を提示し肥っている人の地位を向上させるとともに、ギャルの理想郷･渋谷ならぬデブの理想郷「debuya」を建設することを目的とするバラエティ。

## 出演者

### 司会
- 石塚英彦（ホンジャマカ）
- パパイヤ鈴木（おやじダンサーズのリーダー）
- ランディ・マッスル

### ナレーター
- まつもとみわ

## 主なコーナー
- 大盛りの美学

特徴的な大盛りメニューを出す店を紹介。このコーナーで「まいうー」という言葉が使われ、爆発的に世間一般に広まる。
- デブ好きな女性を募集し、デブと合コンする企画
- CDデビュー企画

石塚とパパイヤがCDデビューを目指し活動。「F.A.T」というユニット名で2001年7月25日にワーナーミュージック・ジャパンよりシングル「My You」を発売しCDデビューを果たした。曲名は「まいうー」をもじったもの。
- 今週のデブ好き美女図鑑

出演者には、宝石広場からジュエリーがプレゼントされていたため、出演者の女性が本当にデブ好きだったかどうかは定かではない。
- 発明王デブソンを探せ

発明家トーマス・エジソンの名をもじり、デブにだけ恩恵を受ける様なデブに優しい生活上の便利な物を発明する。

## 備考
- 番組のオープニングのVTRでは、出演者が「smart」に乗っていた。
- ファミリーマートとの企画で番組コラボレーションの食品を開発したこともあり、2002年2月に「debuyaどデカおむすび」「まいう～丼（半熟卵とハヤシライス）」「シャスデリー弁当」[2]、同年5月に「まいう～ラーメン・冷やし」「まいう～うどん・冷やし」「debu焼き」が全国のファミリーマート各店で期間限定で販売され[3]、後身の「元祖!でぶや」でもコラボレーションが継続されている。
- 番組の好評を受けてゴールデンタイムに進出することになり、一旦番組は終了。『元祖!でぶや』と改題・リニューアルされ、2003年10月に毎週金曜日の21時枠の放送となった（その後、金曜20時枠・火曜20時枠と放送枠を移動し、2008年3月に終了）。
- 岐阜放送では「Gパラダイス」としてOAされた。

## スタッフ
- 構成：成田はじめ、須平敦宣
- CAM：小川正明（パコス）
- 音声：高橋憲治（パコス）
- 編集：細川敬志、清原正貴（ビームテレビセンター）
- MA：出蔵孝裕（ビームテレビセンター）
- 音効：田中寿一（J-WORKS）
- 演出：田中久義
- ディレクター：花田好昭
- プロデューサー：大和田宇一、徳江長政、桜井卓也→山崎圭介（テレビ東京）
- 制作協力：ウイッシュカンパニー
- 製作：テレビ東京、ワタナベエンターテインメント

## DVD
2008年に深夜時代の名シーンを収録した『debuya伝説』というDVDが発売された。これを記念して、『元祖!でぶや』の2008年1月29日放送分は全編、深夜時代を再現した内容となった。